# Кокшаново
Кокша́ново (чув. Каншел) — деревня в Батыревском районе Чувашской Республики. Входит в состав Первомайского сельского поселения.
Расположена на правом берегу реки Булы в 12 км к западу от села Батырево, в 120 км к югу от Чебоксар.

## История
Предполагается, что впервые поселение на месте современного Кокшаново возникло рядом с Тигашевским городищем, опорным пунктом волжских булгар на торговом пути из Киева в Волжскую Булгарию. Вероятно, после нашествия монголо-татар люди оттуда ушли и долгое время проживали неподалёку, возвращаясь летом для занятий бортничеством.
Со временем люди вернулись на прежнее место: первые записи о соседних селениях встречаются с 1560ых годов.
Возможно также, что деревня Канжель была образована несколькими семьями, вышедшими (отселившимися) из близлежащего села Шаймурзино.
Первое упоминание о деревне Канжель встречается в форме сводки о кабальных займах: в 1692 году чуваш Савалдей Семернеев, дер. Кокшаново, дал взаймы чувашу Емель Емееву, дер. Байдеряковы 5 рублей и тот не возвращал.
Канжель была удельной деревней, относилась к приходу в селе Большие Арабузи. Крестьяне были в собственности удельного ведомства. Жители занимались хлебопашеством, скотоводством, пчеловодством, мельничеством, плетением и продажей лаптей.
Входила в Торхановскую волость Буинского уезда. В 1931 вошла в состав колхоза «Хор-вар» (с чув. высохшая река) вместе с соседними сёлами Большие Арабузи и Шаймурзино. Позже был образован колхоз «Большевик», во второй половине двадцатого века — колхоз «Рассвет». Сейчас существует СХА «Малалла».
55 жителей деревни не вернулись с Великой Отечественной войны, 31 вернулся раненым. На территории деревни есть памятник погибшим в ВОВ 1941-1945 гг. (один из самых монументальных в Батыревском районе).
На территории деревни размещены продовольственный магазин, клуб, правление колхоза СХА «Малалла».

## Население
| Годы | Дворы | Мужчин | Женщин | Людей |
| ---- | ----- | ------ | ------ | ----- |
| 1859 | 18    | 98     | 106    | 204   |
| 1897 | 32    | 122    | 129    | 251   |
| 1913 | 52    | 165    | 170    | 335   |
| 1999 | 97    | -      | -      | 342   |
| 2002 | 94    | -      | -      | 307   |

| 2010 | 2012 |
| ---- | ---- |
| 256  | ↗367 |

Население представлено в основном чувашами.